# Aldeias (Armamar)
Aldeias is een plaats (freguesia) in de Portugese gemeente Armamar en telt 376 inwoners (2001).